# Thomas Roth (Journalist, 1974)
Thomas Roth (* 6. April 1974) ist ein deutscher Journalist. Seit dem 1. August 2017 ist er Chefredakteur beim Trierischen Volksfreund in Trier.

## Leben
Roth absolvierte sein Volontariat bei der Tageszeitung Fränkischer Tag in Bamberg. Danach wechselte er zur Braunschweiger Zeitung, wo er von 2011 bis 2017 stellvertretender Chefredakteur war. Am 1. August 2017 übernahm er als Nachfolger von Isabell Funk die Position als Chefredakteur beim Trierischen Volksfreund.